# August Mott
August Mott (Tuzla, 15. kolovoza 1900. – Primiero, 15. kolovoza 1963.), borac za radnička prava, kulturni djelatnik. 

## Životopis
Rodio se u Solima u mnogobrojnoj obitelji doseljenih Talijana koji su se u Soli (Tuzlu) doselili 1888. godine. Augustov djed sa ženom i šestoro djece doselio je iz južnotirolskog mjesta Primiera, zbog čega prezime je njemačkog prizvuka, kada i još dvadesetak talijanskih obitelji, uglavnom građevinskih radnika. Augustov otac Jakov bavio se dimnjačarstvom. Poslije kraja Prvoga svjetskog rata August je djelatan u sekciji mladih komunista. Vodio je dvanaest godina dramski i glazbeni odjel s velikim uspjehom. Poduzeo je brojne akcije u soljanskom Radničkom domu. Bliski suradnici i prijatelji zvali su ga Gusti. Zato što je bio član zabranjenih komunista, uhićen je 7. svibnja 1932. godine. Osuđen je na dvije godine. Zlostavljan u istražnom zatvoru. Nakon odležane dvogodišnje robije, policijski je sproveden u Italiju. U Južnom Tirolu, u zoni di Primiero, smjesta je djelovao na osnivanju jezgre komunističke stranke i na kraju uspio osnovati odjel PCI (Partito communista Italia). Za zasluge je tamošnji odjel ponio njegovo ime: Partito comunista italiano Zona di Primiero. Sezione Augusto Mott. Umro je na svoj rođendan 1963. u mjestu svog djeda.